# Vétra OTM 1
Le Vétra OTM 1 est un modèle de trolleybus, originellement appelé omnibus à trolley, construit par le tout jeune et nouveau constructeur français Vétra en 1927.

## Histoire
Les deux premiers trolleybus construits en 1927 par la toute jeune société Vétra sont les OTM 1 qui signifie Omnibus à Trolley de Marseille.
Ce véhicule, que beaucoup nommeront électrobus OTM 1 a été construit par Vétra sur un châssis long d'autobus Renault MV 40 CV de 1926 modifié par la carrosserie SCEMIA, affiliée et sous traitante de Renault. Les châssis livrés par Renault à SCEMIA étaient débarrassés de leur moteur thermique. Le châssis était alors modifié et Vétra se chargeait d'y implanter les équipements électriques : moteur, perches, contacteurs, etc. La carrosserie est en entièrement bois et les roues arrière sont jumelées.
Deux exemplaires identiques ont été mis en service le 19 septembre 1927 sur la ligne entre Aubagne et Gémenos de 5,5 km. Ils ont été retirés du service en 1943 et remplacés par 3 électrobus OTM 2.

## Vétra OTM 2
Les Vétra OTM 2 sont des électrobus construits par la SACM - Société Alsacienne de Constructions Mécaniques à 3 exemplaires qui ont été mis en service en complément des OTM 1 sur la ligne Aubagne - Gémenos le 24 septembre 1928. L'exploitation de cette ligne par trolleybus disparaîtra définitivement le 21 juillet 1958.
Les Vétra OTM 2 ont un air de famille évident avec les électrobus de la ligne de Savoie avec leur capot dit crocodile ou bec de perroquet, caractéristiques des véhicules utilitaires Renault de l'époque. Ces véhicules sont construits sur des bases d'autobus Renault PY et carrossés par la SACM, les équipements électriques sont fournis par Vétra.

## Vétra OTM 2 reconstruits
Entre 1938 et 1940, les 3 OTM 2 de la SACM ont été totalement reconstruits par le carrossier marseillais Barthélémy à qui l'on doit, plus tard, de nombreux trolleybus de la RAVTM - Régie Autonome de la Ville de Marseille et qui équipa les trolleybus Chausson VBC de Toulon.
Les 3 Vétra OTM 2 ont reçu des caisses entièrement métalliques. Le châssis fut rallongé de plus d'un mètre à l'avant, des équipements électriques plus modernes ont été montés ce qui lui permit d'atteindre la vitesse maximale sur le plat de 65 km/h. Son poids passa de 7 à 8 tonnes.
Un de ces trolleybus circula jusqu'en 1958 et a été préservé après sa réforme par l'association ARTM (Amis du Rail et des Transports de Marseille). C'est le dernier témoin des trolleybus à châssis 